# Salts al Campionat del Món de natació de 2013 – 3 metres trampolí sincronitzat femení
La prova de 3 metres trampolí sincronitzat es va disputar el 20 de juliol de 2013 a la Piscina Municipal de Montjuïc de Barcelona. La preliminar es va celebrar al matí, i la final a la tarda.

## Resultats
Verd: Classificats per la final
| Punts | Diver                                       | Nationality     | Preliminary | Preliminary | Final  | Final |
| Punts | Diver                                       | Nationality     | Punts       | Punts       | Punts  | Punts |
| ----- | ------------------------------------------- | --------------- | ----------- | ----------- | ------ | ----- |
| 1     | Wu Minxia Shi Tingmao                       | R.P. de la Xina | 334.20      | 1           | 338.40 | 1     |
| 2     | Tania Cagnotto Francesca Dallapè            | Itàlia          | 302.40      | 2           | 307.80 | 2     |
| 3     | Jennifer Abel Pamela Ware                   | Canadà          | 300.78      | 3           | 292.08 | 3     |
| 4     | Laura Sánchez Arantxa Chávez                | Mèxic           | 264.00      | 9           | 290.70 | 4     |
| 5     | Pandelela Rinong Cheong Jun Hoong           | Malàisia        | 283.50      | 5           | 289.20 | 5     |
| 6     | Rebecca Gallantree Alicia Blagg             | Regne Unit      | 281.01      | 6           | 284.73 | 6     |
| 7     | Samantha Pickens Amanda Burke               | Estats Units    | 265.92      | 8           | 284.64 | 7     |
| 8     | Sherilyse Gowlett Maddison Keeney           | Austràlia       | 284.07      | 4           | 279.03 | 8     |
| 9     | Diana Chaplieva Daria Govor                 | Rússia          | 263.10      | 10          | 278.40 | 9     |
| 10    | Hanna Pysmenska Olena Fedorova              | Ucraïna         | 274.50      | 7           | 270.90 | 10    |
| 11    | Mai Nakagawa Sayaka Shibusawa               | Japó            | 262.50      | 11          | 250.50 | 11    |
| 12    | Sharon Chan Leung Sze Man                   | Hong Kong       | 251.97      | 12          | 244.71 | 12    |
| 13    | Tina Punzel Kieu Duong                      | Alemanya        | 250.80      | 13          | 8      | 13    |
| 14    | Inge Jansen Celine van Duijn                | Països Baixos   | 250.50      | 14          | 7      | 14    |
| 15    | Flóra Gondos Zsófia Reisinger               | Hongria         | 241.89      | 15          | 6      | 15    |
| 16    | Nicole Gillis Julia Vincent                 | Sud-àfrica      | 241.38      | 16          | 5      | 16    |
| 17    | Choi Sut Ian Lo I Teng                      | Macau           | 234.30      | 17          | 4      | 17    |
| 18    | Cho Eun-Bi Kim Su-Ji                        | Corea del Sud   | 229.74      | 18          | 3      | 18    |
| 19    | Marcela Marić Maja Borić                    | Croàcia         | 227.07      | 19          | 2      | 19    |
| 20    | Sari Ambarwati Suprihatin Eka Purnama Indah | Indonèsia       | 208.47      | 20          | 1      | 20    |